# Geografia de Niue

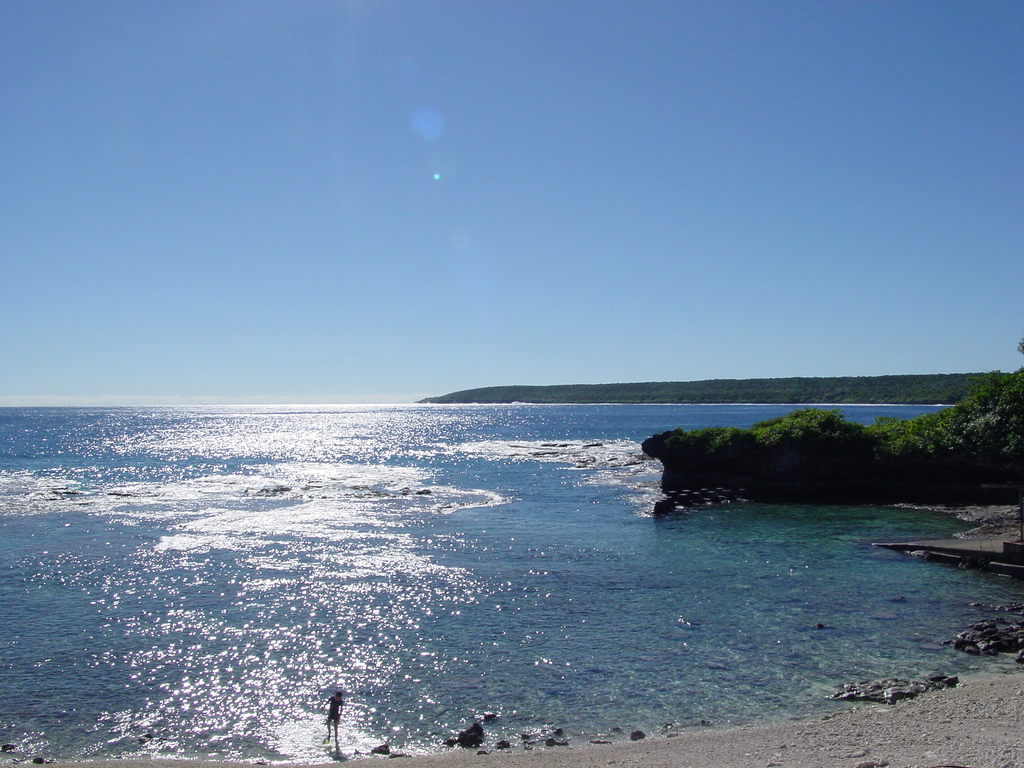
Avatele, Niue

Niue és una petita illa en l'oceà Pacífic Sud, a l'est de Tonga. Té una superfície de 260 quilòmetres quadrats i una línia de costa de 64 quilòmetres. Reivindica una zona econòmica exclusiva de 200 nm, i una mar territorial de 12 nm. És una de les illes coralinas més grans del món.

## Clima
El clima de Niue és tropical, modificat pels vents alisis del sud-est. Els ciclons representen un perill natural.

## Terreny

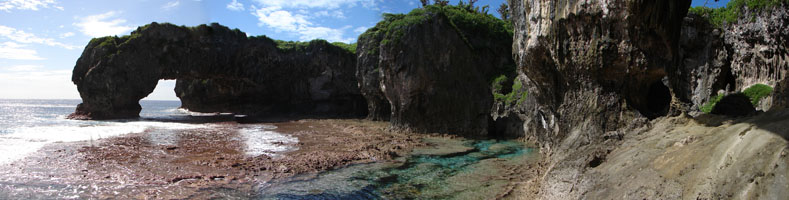
Arcs de Talava, Niue

El terreny consisteix en penya-segats costaners escarpats fets de pedra calcària i un altiplà central. El punt més baix està al nivell de la mar, i el més alt és un punt sense nom prop de l'assentament de Mutalau, a 68 m.

## Recursos naturals
Els recursos naturals de l'illa són els peixos i la terra llaurable. L'ús de la terra en 1993 va ser com en el següent quadre:
| Ús                      | Percentatge d'àrea |
| ----------------------- | ------------------ |
| terra llaurable         | 19                 |
| cultius permanents      | 8                  |
| pastures permanents     | 4                  |
| boscos i zones boscoses | 19                 |
| altres                  | 50                 |

## Mediambient
Un problema ambiental actual és la creixent atenció que es presta a les pràctiques conservacionistes per a contrarestar la pèrdua de la fertilitat del sòl a causa de l'agricultura tradicional de tala i crema. Niue és part en els següents acords internacionals relatius al medi ambient: Biodiversitat, Protocol de Kyoto sobre el canvi climàtic, Desertificació. Niue ha signat però no ha ratificat l'acord sobre el Dret del Mar.

## Fronteres
Niue ha signat un tractat amb els Estats Units en el qual les parts van delimitar la frontera marítima est-oest entre Niue i Samoa Nord-americana. Niue està al sud de Samoa Nord-americana.